# Escrita batak
A escrita Batak (nativamente conhecida como surat Batak, surat na sampulu sia ("as dezenove letras"), ou si-sia-sia) é um sistema de escrita usado para escrever línguas batak (das línguas austronésias) faladas por vários milhões de pessoas na Indonésia, em Sumatra. A escrita pode ser derivada da escrita kawi e Grantha, em última instância derivada da escrita brahmi da Índia, ou da hipotética escrita Proto-Sumatra influenciada por Pallava.

## Correlatas
As relações com línguas familiares diretas são pouco claras. Escritas irmãs hipoteticamente da origem Kawi podem ser: 

A Balinesa
,as Baybayin]
, a Javanesa
, a Lontara
, a Makasar
, a Sundanesa antiga
, a Rencong ]
.a Rejang]]

## História
Os magos e sacerdotes Batak ou datu usavam a escrita Batak principalmente para textos mágicos e propósitos divinatórios. Não se sabe quantos não-especialistas foram alfabetizados na escrita Batak, mas a julgar pela tradição generalizada de escrever lamentos de amor, especialmente entre os Karo, Simalungun e Angkola-Mandailing Batak, é provável que uma parte considerável dos não-especialistas a população especializada era capaz de ler e escrever a escrita Batak. Após a chegada dos europeus às terras dos Batak, primeiros missionários alemães e, a partir de 1878, dos holandeses, a escrita Batak foi, a par da escrita romana, ensinada nas escolas, e os materiais pedagógicos e religiosos foram impressos na escrita Batak. Logo após a Primeira Guerra Mundial, os missionários decidiram interromper a impressão de livros em Batak script. A escrita logo caiu em desuso e agora é usada apenas para fins ornamentais.

## Origem
A escrita Batak foi provavelmente derivada das escritas Pallava e antigo Kawi, que foram derivadas da Brami script, a raiz de quase todas as escritas índicas e do Sudeste Asiático.

## Estrutura
A Batak é escrita da esquerda para a direita e de cima para baixo. Como todas escritas baseads em Brahmi, cada consoante tem uma vogal inerente de /a/, a menos que haja um diacrítico (em Toba Batak chamado pangolat) para indicar a falta de uma vogal. Outras vogais, final ŋ e fricativa velar final [x] são indicadas por diacríticos, que aparecem acima, abaixo ou depois da letra. Por exemplo, ba é escrito ba (uma letra); bi é escrito ba.i (i segue a consoante); bang é escrito baŋ (ŋ está acima da consoante); e bing é baŋ.i. Consoantes finais são escritas com pangolat (aqui representado por "#"): bam é ba.ma.#. No entanto, bim é escrito ba.ma.i.#: o primeiro diacrítico pertence à primeira consoante e o segundo pertence à segunda consoante, mas ambos são escritos no final da sílaba inteira. Ao contrário da maioria das escritas de origem Brahmi, Batak não forma conjuntos consonantais.

## Caracteres básicos
Os caracteres básicos são chamados surat. A escrita é um abugida onde cada consoante tem uma vogal inerente de /a/. A escrita varia de acordo com a região e o idioma. As principais variantes estão entre
Karo, Mandailing, Pakpak/Dairi, Simalungun/Timur Toba:
| Surat (Básico) |   |    |    |    |    |    |    |    |     |    |    |    |    |    |    |     |    |     |     |     |     |   |   |
| IPA            | a | ha | ka | ba | pa | na | wa | ga | dʒa | da | ra | ma | ta | sa | ja | ŋa  | la | ɲa  | tʃa | nda | mba | i | u |
| Transcrição    | a | ha | ka | ba | pa | na | wa | ga | ja  | da | ra | ma | ta | sa | ya | nga | la | nya | ca  | nda | mba | i | u |
| Karo           | A | Ha | Ka | Ba | Pa | 1  | Wa | Ga | Ja  | Da | Ra | Ma | Ta | Sa | Ya | Nga | La |     | 5   |     |     | I | I |
| Mandailing     | A | Ha | Ka | Ba | Pa | 1  | Wa | Ga | Ja  | Da | Ra | Ma | Ta | 4  | Ya | Nga | La | Nya | Ca  |     |     | I | I |
| Pakpak         | A | Ha | Ka | Ba | Pa | 1  | Wa | Ga | Ja  | Da | Ra | Ma | Ta | Sa | Ya | Nga | La |     | Ca  |     |     | I | I |
| Toba           | A | Ha | Ka | Ba | Pa | 1  | 2  | Ga | Ja  | Da | Ra | Ma | 3  | Sa | Ya | Nga | La | Nya |     |     |     | I | I |
| Simalungun     | A | Ha | Ka | Ba | Pa | 1  | Wa | Ga | Ja  | Da | Ra | Ma | Ta | Sa | Ya | Nga | La | Nya | Nda | 6   |     | I | I |

Formas alternativas:

↑1   (em Mandailing)
↑2  
↑3  
↑4  
↑5  
↑6  

## Diacríticos
Diacríticos são usados para alterar a pronúncia de um caractere. Eles podem mudar a vogal da inerente /a/, marcar uma nasal velar final /ŋ/, marcar uma fricativa velar surda final /x/, ou indicar uma consoante final sem vogal:
| Latina Transliteração | Batak - diacríticos | Batak - diacríticos | Batak - diacríticos | Batak - diacríticos | Batak - diacríticos |      | Latina Tranliterado | Batak – Diacríticos com /ka/ | Batak – Diacríticos com /ka/ | Batak – Diacríticos com /ka/ | Batak – Diacríticos com /ka/ | Batak – Diacríticos com /ka/ |
| Latina Transliteração | Karo                | Mand.               | Pakp.               | Sima.               | Toba                | Karo | Latina Tranliterado | Mand.                        | Pakp.                        | Sima.                        | Toba                         |                              |
| -a                    |                     |                     |                     |                     |                     | ka   | Ka                  | Ka                           | Ka                           | Ka                           | Ka                           |                              |
| -e                    | -E · -E             | -E                  | -E · -E             | -E                  | -E                  | ke   | Ke · Ke             | Ke                           | Ke · Ke                      | Ke                           | Ke                           |                              |
| -i                    | -I · -I             | -I                  | -I                  | -I                  | -I                  | ki   | Ki · Ki             | Ki                           | Ki                           | Ki                           | Ki                           |                              |
| -o                    | -O · -O             | -O                  | -O                  | -O                  | -O                  | ko   | Ko · Ko             | Ko                           | Ko                           | Ko                           | Ko                           |                              |
| -ou                   |                     |                     |                     | -Ou                 |                     | kou  |                     |                              |                              | Kou                          |                              |                              |
| -u                    | -U                  | -U                  | -U                  | -U                  | -U                  | ku   | Ku                  | Ku                           | Ku                           | Ku                           | Ku                           |                              |
| -ng                   | -Ng                 | -Ng                 | -Ng                 | -Ng                 | -Ng                 | kang | Kang                | Kang                         | Kang                         | Kang                         | Kang                         |                              |
| -h                    | -H                  |                     | -H                  | -H                  |                     | kah  | Kah                 |                              | Kah                          | Kah                          |                              |                              |
| –                     | -                   | -                   | -                   | -                   | -                   | k    | K                   | K                            | K                            | K                            | K                            |                              |

### Ligaduras com U
O diacrítico para U usado por Mandailing, Pakpak, Simalungun e Toba pode formar ligaduras com seu caractere base:
| Batak | Batak | Batak | Batak | Batak | Descrição                       |
| ----- | ----- | ----- | ----- | ----- | ------------------------------- |
| A     | +     | -U    | =     | A     | a + -u = u                      |
| A     | +     | -U    | =     | U     | a + -u = u (Simalungun)         |
| Ha    | +     | -U    | =     | Hu    | ha + -u = hu (Mandailing)       |
| Ha    | +     | -U    | =     | Hu    | ha + -u = hu (Simalungun)       |
| Ha    | +     | -U    | =     | Hu    | ha + -u = hu                    |
| Ka    | +     | -U    | =     | Ku    | ka + -u = ku (Mandailing)       |
| Ba    | +     | -U    | =     | Bu    | ba + -u = bu                    |
| P     | +     | -U    | =     | Pu    | pa + -u = pu (Mandailing)       |
| Pa    | +     | -U    | =     | Pu    | pa + -u = pu (Pakpak, Toba)     |
| Pa    | +     | -U    | =     | Pu    | pa + -u = pu (Simalungun)       |
| Na    | +     | -U    | =     | Nu    | na + -u = nu                    |
| Na    | +     | -U    | =     | Nu    | na + -u = nu (Mandailing)       |
| Wa    | +     | -U    | =     | Wu    | wa + -u = wu (Mandailing, Toba) |
| Wa    | +     | -U    | =     | Wu    | wa + -u = wu (Pakpak, Toba)     |
| Wa    | +     | -U    | =     | Wu    | wa + -u = wu (Simalungun)       |
| Ga    | +     | -U    | =     | Gu    | ga + -u = gu                    |
| Ga    | +     | -U    | =     | Gu    | ga + -u = gu (Simalungun)       |
| Ja    | +     | -U    | =     | Ju    | ja + -u = ju                    |

| Escrita Batak | Escrita Batak | Escrita Batak | Escrita Batak | Escrita Batak | Descrição                 |
| ------------- | ------------- | ------------- | ------------- | ------------- | ------------------------- |
| Da            | +             | -U            | =             | Du            | da + -u = du              |
| Ra            | +             | -U            | =             | Ru            | ra + -u = ru              |
| Ra            | +             | -U            | =             | Ru            | ra + -u = ru (Simalungun) |
| Ma            | +             | -U            | =             | Mu            | ma + -u = mu              |
| Ma            | +             | -U            | =             | Mu            | ma + -u = mu (Simalungun) |
| Ta            | +             | -U            | =             | Tu            | ta + -u = tu              |
| Ta            | +             | -U            | =             | Tu            | ta + -u = tu              |
| Sa            | +             | -U            | =             | Su            | sa + -u = su (Pakpak)     |
| Sa            | +             | -U            | =             | Su            | sa + -u = su (Mandailing) |
| Sa            | +             | -U            | =             | Su            | sa + -u = su (Mandailing) |
| Sa            | +             | -U            | =             | Su            | sa + -u = su (Simalungun) |
| Ya            | +             | -U            | =             | Yu            | ya + -u = yu              |
| Ya            | +             | -U            | =             | Yu            | ya + -u = yu (Simalungun) |
| Nga           | +             | -U            | =             | Ngu           | nga + -u = ngu            |
| La            | +             | -U            | =             | Lu            | la + -u = lu              |
| La            | +             | -U            | =             | Lu            | la + -u = lu (Simalungun) |
| Nya           | +             | -U            | =             | Nyu           | nya + -u = nyu            |
| Ca            | +             | -U            | =             | Cu            | ca + -u = cu (Mandailing) |

### Tompi
Em Mandailing, o diacrítico tompi pode ser usado para mudar o som de alguns caracteres:
| ha | + | tompi | = | ka | sa | + | tompi | = | ca |
| -- | - | ----- | - | -- | -- | - | ----- | - | -- |
| Ha | + | tompi | = | A  | Ha | + | tompi | = | A  |
| Ha | + | tompi | = | A  | Ha | + | tompi | = | A  |

### Colocação de sinais diacríticos para Ng e H
Os diacríticos para Ng () e H () geralmente são escritos acima dos diacríticos das vogais de espaçamento em vez de acima do caractere base.

Exemplos:  ping,  pong,  peh e  pih.

### Reordenação diacrítica para sílabas fechadas
Os diacríticos vocálicos são reordenados para sílabas fechadas (isto é, sílabas onde a consoante final não tem vogal).
Consoantes sem vogal são marcadas pelo diacrítico Batak pangolat ou panongonan, dependendo do idioma.
Quando são usados para uma sílaba fechada (como "tip"), tanto o diacrítico vocálico quanto o pangolat ou panongonan são escritos no final da sílaba.
Exemplos de sílabas fechadas usando pangolat:
| ta | + | vogal | + | pa | + | pangolat | = | sílaba |
| -- | - | ----- | - | -- | - | -------- | - | ------ |
| Ta |   |       | + | Pa | + | pangolat | = | Tap    |
| ta |   |       | + | pa | + | pangolat | = | tap    |
| Ta | + | -E    | + | Pa | + | pangolat | = | Tep    |
| ta | + | e     | + | pa | + | pangolat | = | tep    |
| Ta | + | -E    | + | Pa | + | pangolat | = | Tep    |
| ta | + | e     | + | pa | + | pangolat | = | tep    |
| Ta | + | -I    | + | Pa | + | pangolat | = | Tip    |
| ta | + | i     | + | pa | + | pangolat | = | tip    |
| Ta | + | -O    | + | Pa | + | pangolat | = | Top    |
| ta | + | o     | + | pa | + | pangolat | = | top    |
| Ta | + | -U    | + | Pa | + | pangolat | = | Tup    |
| ta | + | u     | + | pa | + | pangolat | = | tup    |

## Pontuação e ornamentos
Batak é normalmente escrito sem espaços ou pontuação (escrita contínua). No entanto, marcas especiais ou Bindus são ocasionalmente usadas. Essas marcas variam muito em tamanho e design de manuscrito para manuscrito.
| Eemplos          | Nome                                      | Função                             |
| ---------------- | ----------------------------------------- | ---------------------------------- |
| bindu na metek   | Bindu na metek (small bindu)              | Inícia parágrafos e estrofes       |
| bindu na metek   | Bindu na metek (small bindu)              | Inícia parágrafos e estrofes       |
| bindu pinarboras | Bindu panarboras (bindu formato de arroz) | Inícia parágrafos e estrofes       |
| bindu judul      | Bindu judul (título bindu)                | Separa um título do corpo do texto |
| bindu pangolat   | Bindu pangolat                            | Seguindo pontuação                 |

## Unicode
A escrita Batak foi adicionada ao padrão Unicode em outubro de 2010 com o lançamento da versão 6.0.
| Exigências de renderização                      | Examples              | Examples | Examples      |
| Exigências de renderização                      | Transliteração latina | Imagem   | Unicode Texto |
| ----------------------------------------------- | --------------------- | -------- | ------------- |
| Colocação correta de um ou mais diacríticos     | ke                    | Ke       | ᯂᯩ             |
| Colocação correta de um ou mais diacríticos     | ke (Mand.)            | Ke       | ᯄ᯦ᯩ             |
| Colocação correta de um ou mais diacríticos     | ping                  | Ping     | ᯇᯪᯰ             |
| Colocação correta de um ou mais diacríticos     | reng                  | Ping     | ᯒᯩᯰ             |
| Ligaduras com U                                 | hu (Mand.)            | Hu       | ᯄᯮ             |
| Ligaduras com U                                 | hu (Sima.)            | Hu       | ᯃᯮ             |
| Ligaduras com U                                 | gu                    | Gu       | ᯎᯮ             |
| Ligaduras com U                                 | lu                    | Lu       | ᯞᯮ             |
| Reordenação de diacrítico para sílabas fechadas | tip                   | Tip      | ᯖᯪᯇ᯲            |

## Galeria

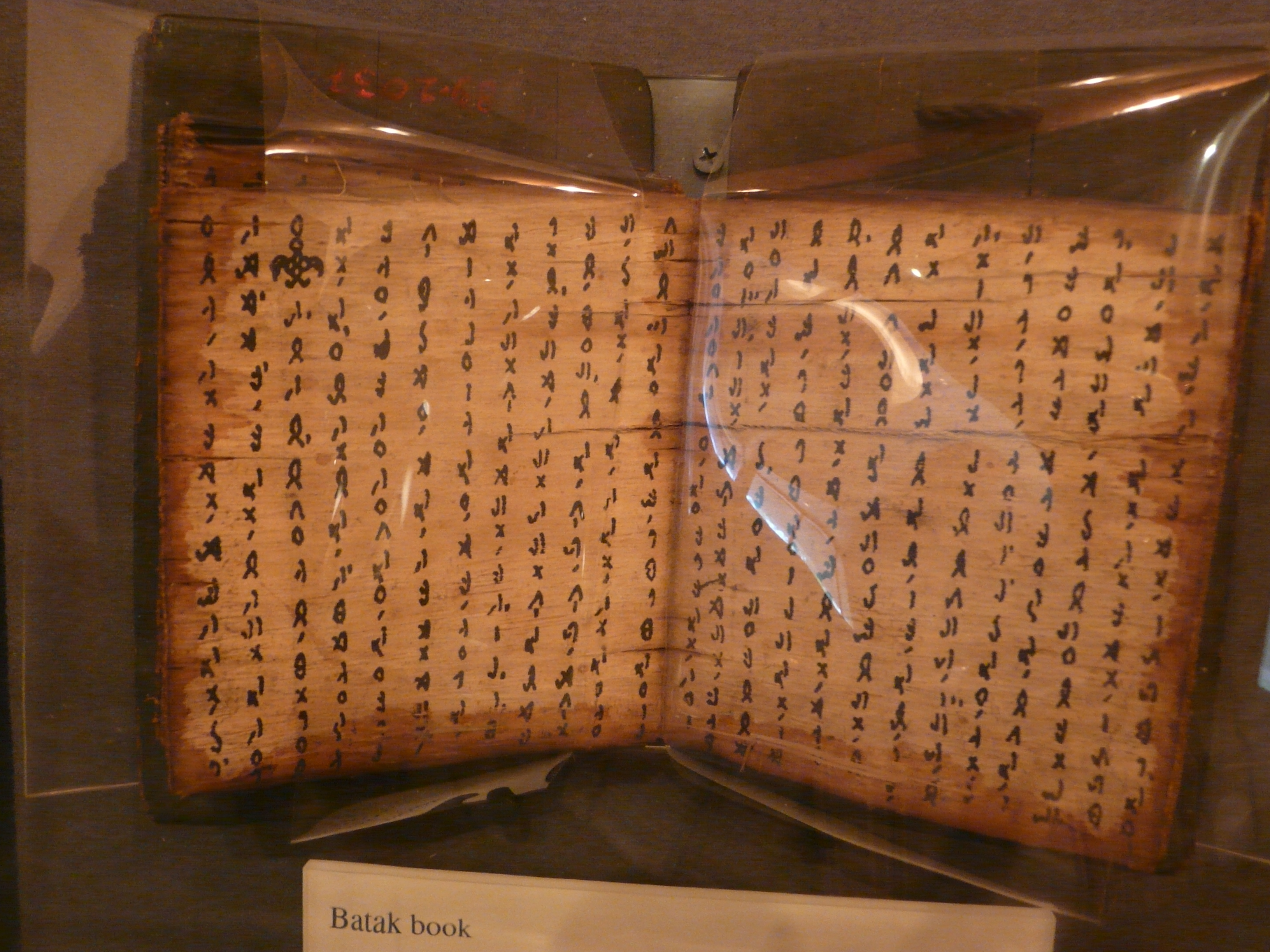
Livro Batak sobre a arte da adivinhação por meio de um galo (Robert C. Williams Paper Museum em Atlanta, Georgia, USA)
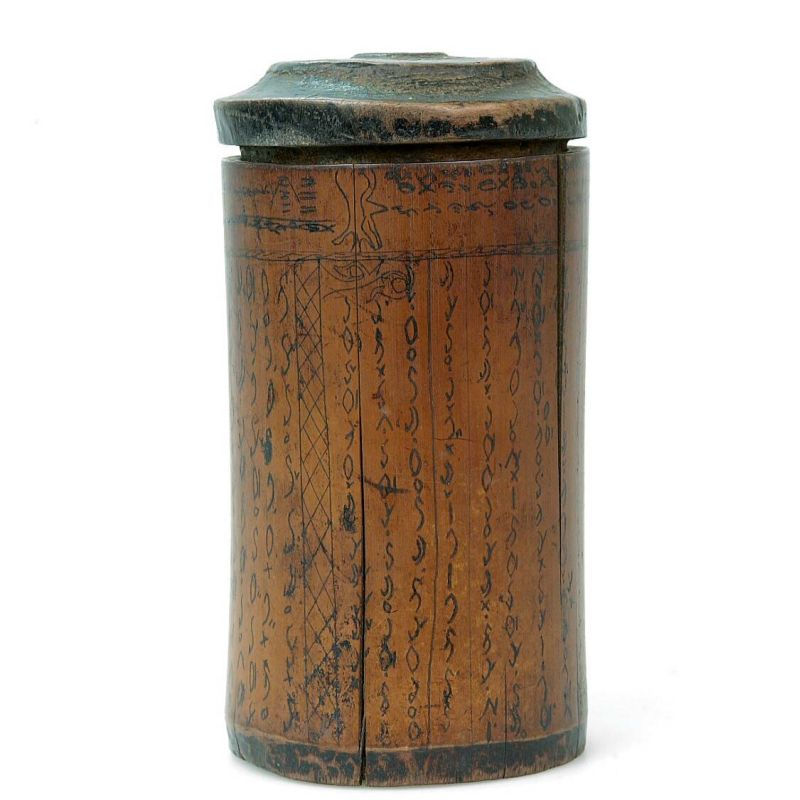
Escrita Batak esculpida em um tubo de bambu com rolha de madeira (Tropenmuseum] em Amsterdã, Holanda)
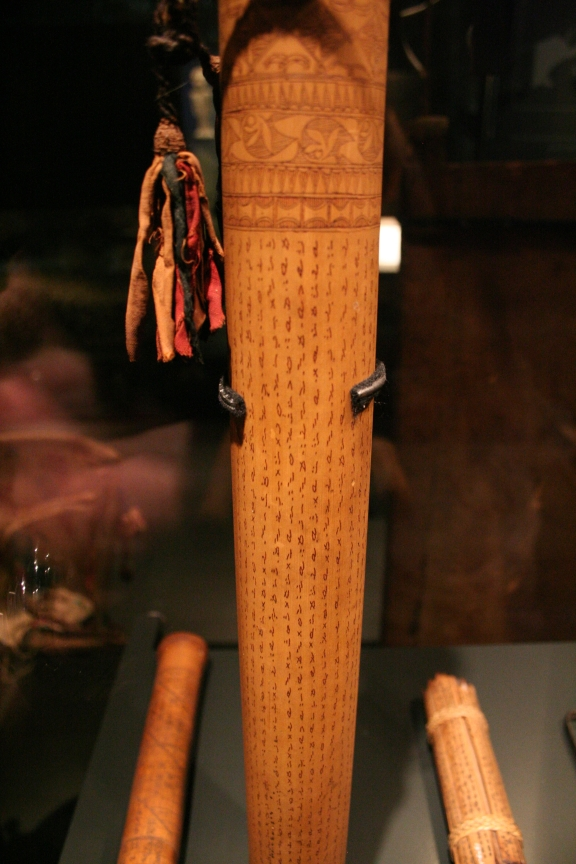
Bambu inscrito com a escrita Simalungun Batak (Museu Nacional de Etnologia (Holanda) em Leiden, Holanda]])
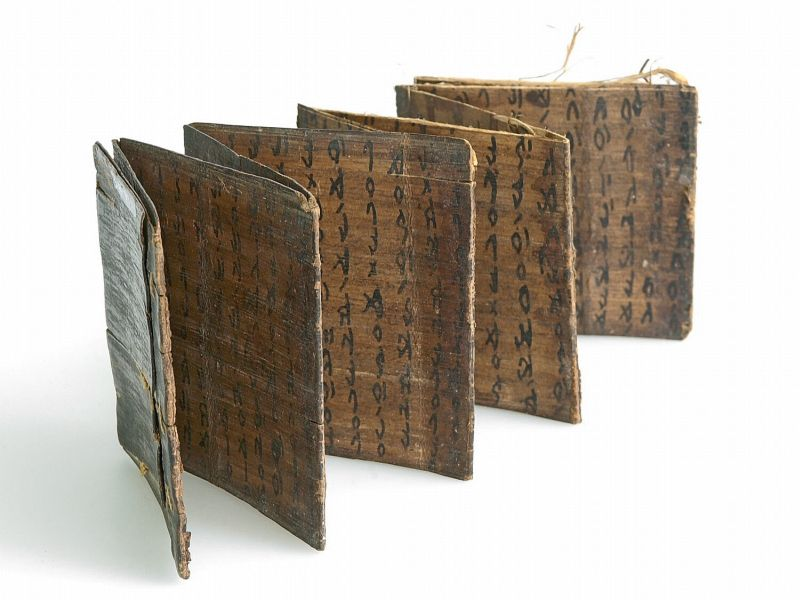
Livro de folha de palmeira Batak (Tropenmuseum em Amsterdã, Holanda)
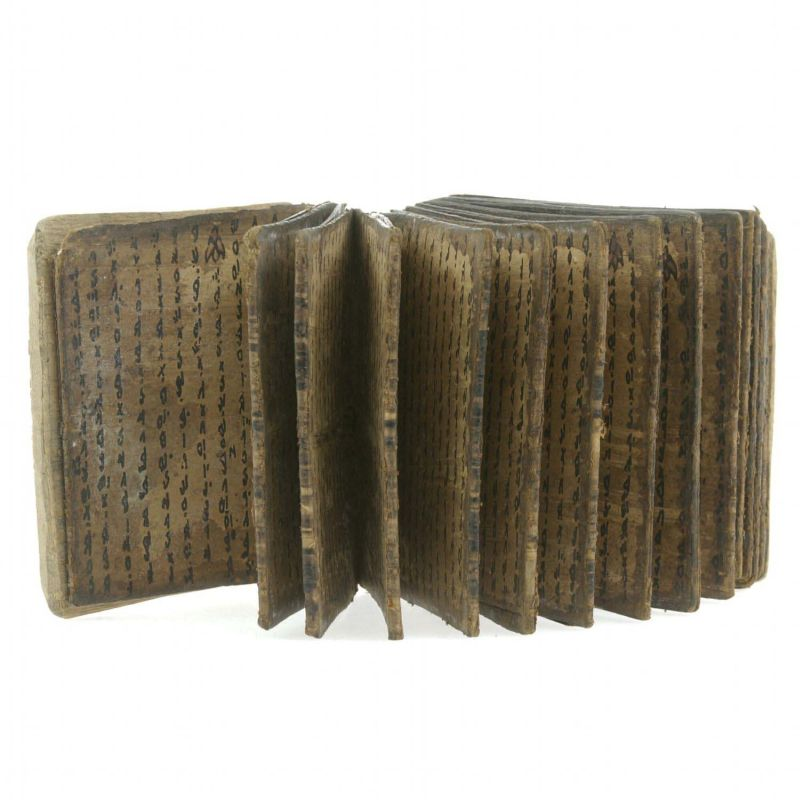
Livro de fórmulas, receitas e regras aplicadas pelos sacerdotes Batak (Tropenmuseum em Amsterdã, Holanda)
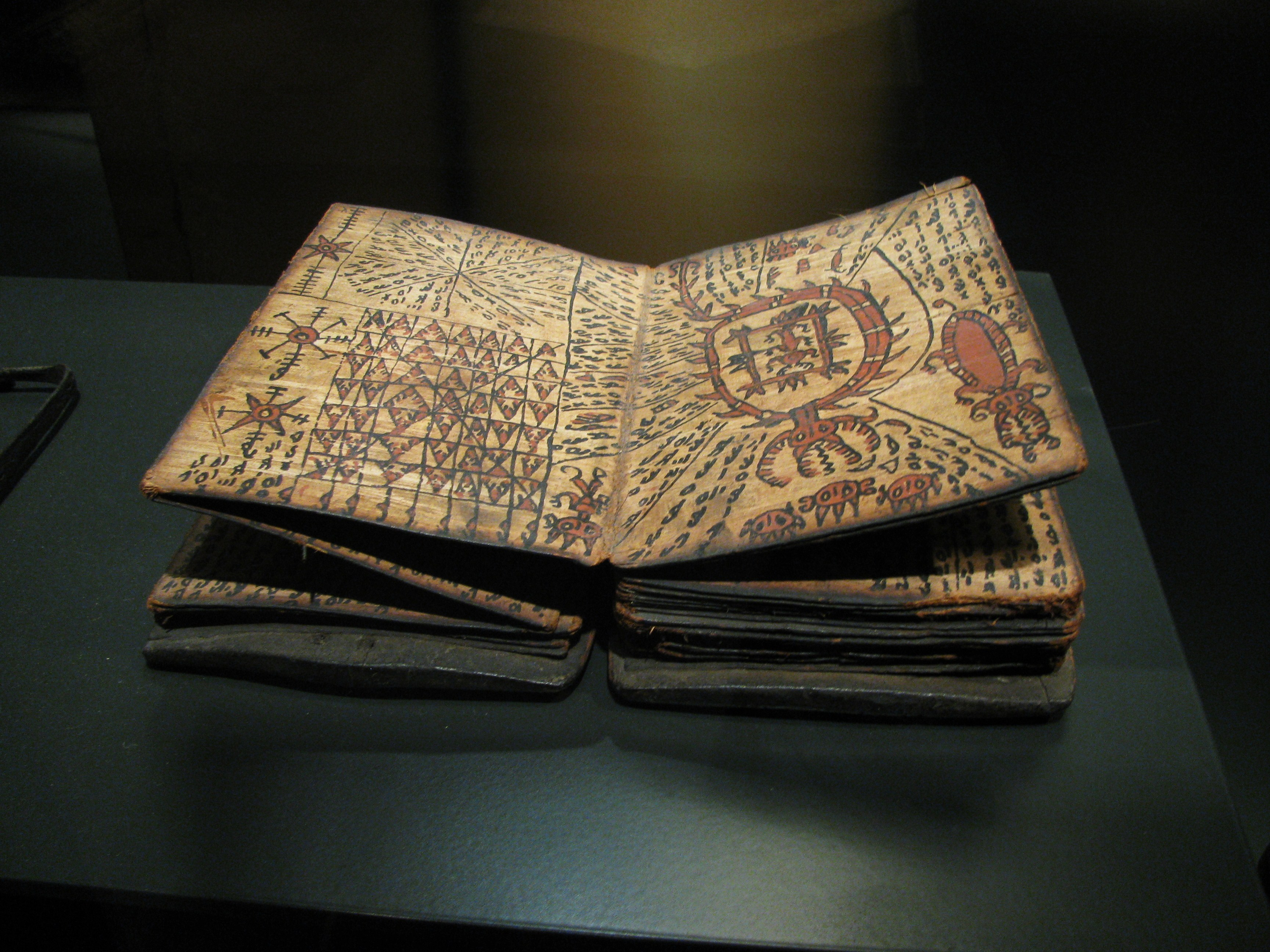
Livro mágico usado pelos sacerdotes da tribo Toba Batak (Museu Nacional de Etnologia (Holanda) - em Leiden, Holanda]])
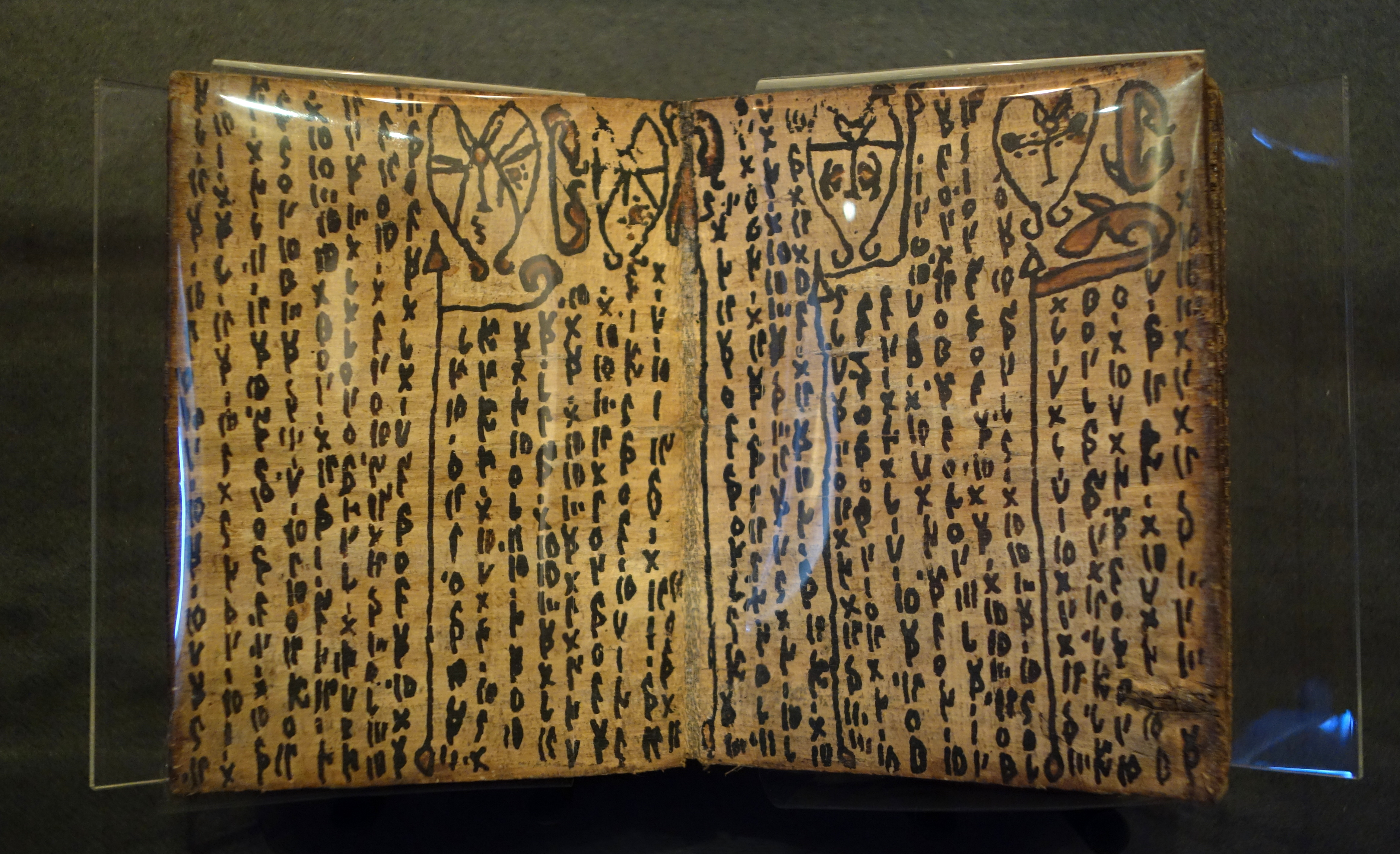
Manuscrito na língua Batak Toba, centro de Sumatra, início do século XIX. (Robert C. Williams Paper Museum em Atlanta, Georgia, USA)
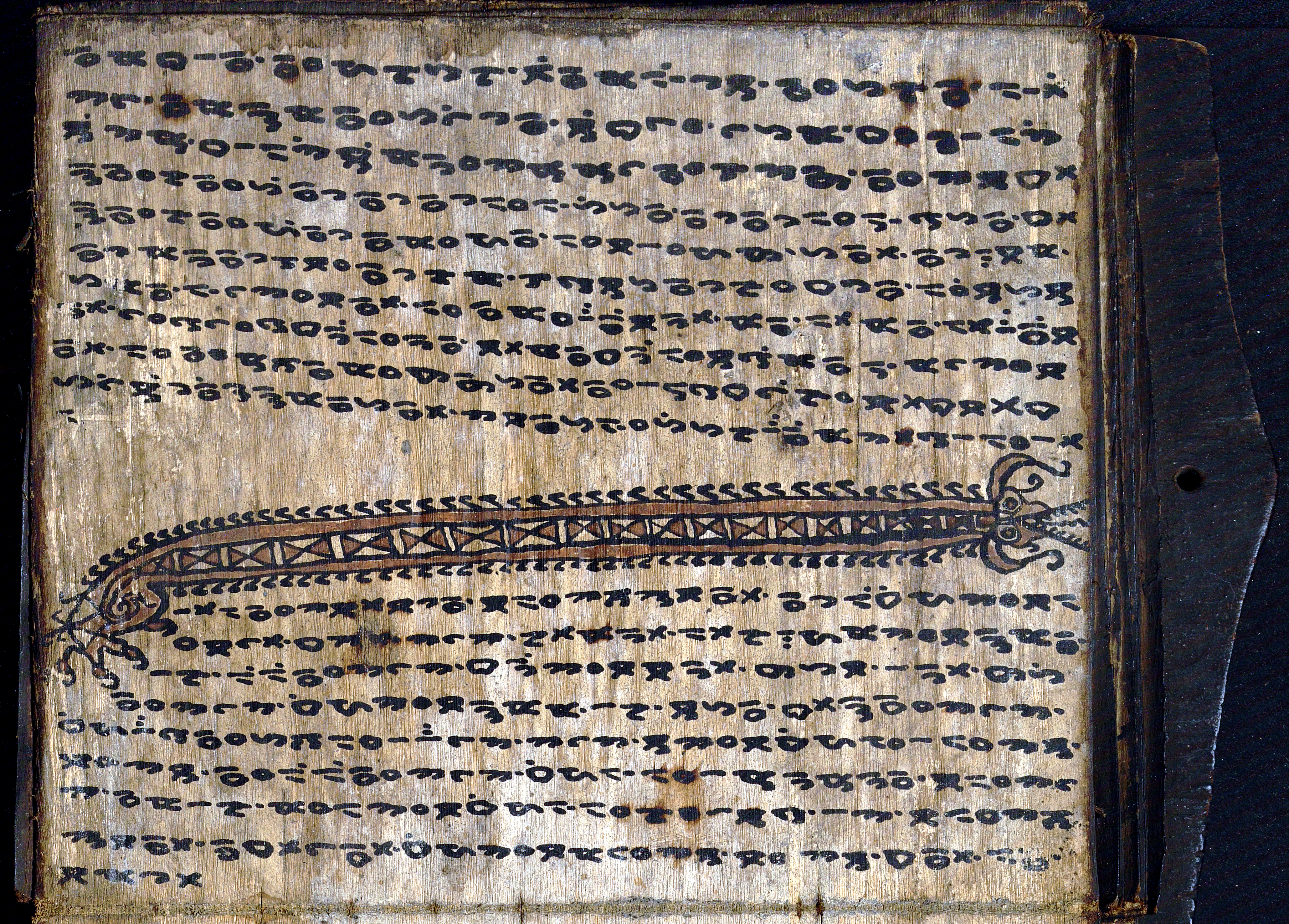
SOAS University of London) - completo legível online